# Hemispingus verticalis
Hemispingus verticalis là một loài chim trong họ Thraupidae.